# Ukraine NOW
Ukraine NOW — туристический бренд Украины, разработанный креативной компанией Banda Agency и одобрен Правительством Украины 10 мая 2018 года.
Брендинг Ukraine NOW получил престижную премию Red Dot Design Award 2018 .

## Описание
Основным логотипом бренда является сочетание названия страны с коммуникационным сообщением NOW (в переводе с англ. сейчас) и соответствующей пиктограммой. Основной пиктограммой является национальный домен верхнего уровня для Украины — UA .

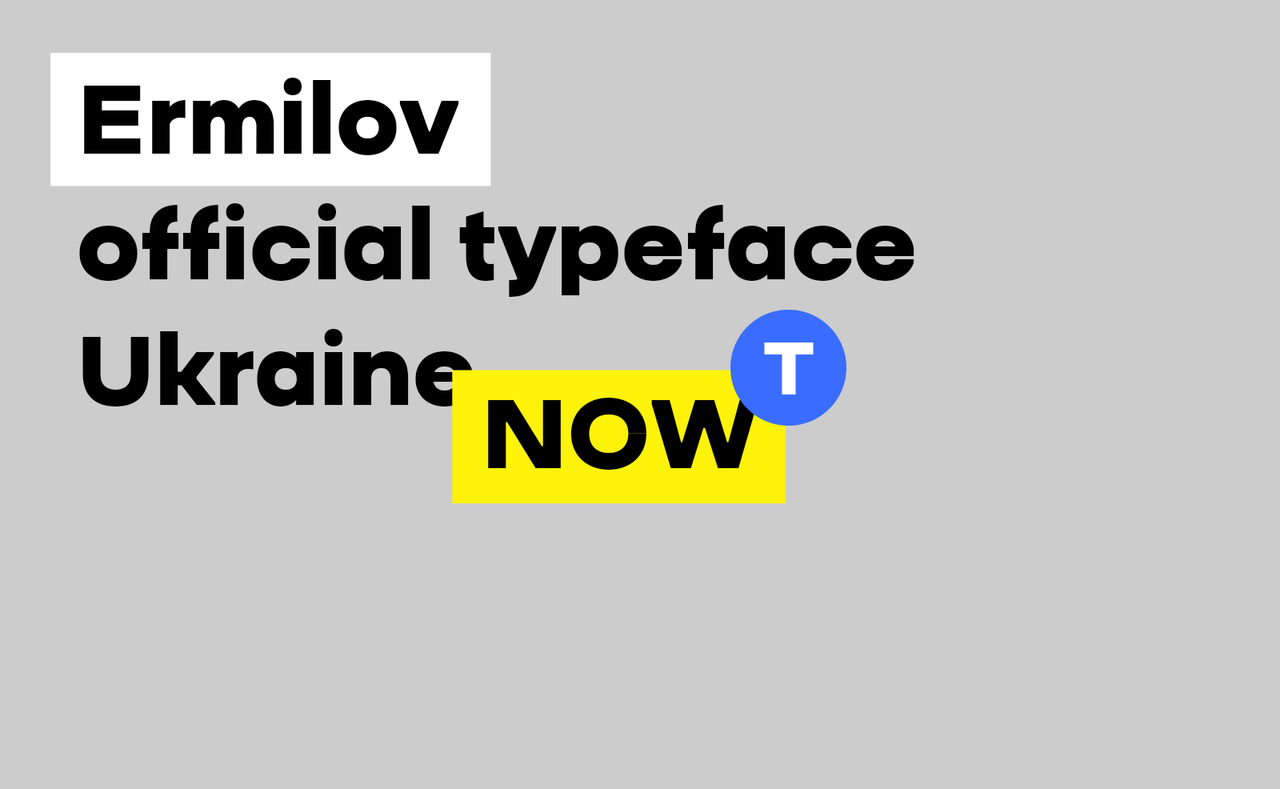
Шрифт Ermilov Bold

Министерство информационной политики Украины в 2017 году инициировало создание Концепции популяризации Украины в мире, которой было предусмотрено создание единого бренда для продвижения Украины. Для этого была создана экспертная комиссия, куда вошли как государственные служащие, так и известные общественные деятели и эксперты. Написание концепции и все процессы по созданию единого бренда инициировал и сопровождал государственный секретарь Мининформполитики Артем Биденко.
Основной фирменной гарнитурой бренда является шрифт Ermilov Bold — современный мощный геометрический гротеск с особыми скосами в углах букв. Как отмечает разработчик, шрифт Ermilov был создан специально для бренда Ukraine NOW. Его автора вдохновили работы украинского художника-конструктивиста Василия Ермилова.
Фирменные цвета бренда — желтый, синий, черный.

## Предпосылки
Брендирование стран, регионов и городов распространилось в начале 21-го века. В частности, в Сингапуре и Южной Корее представили новые бренды стран в 2007 году, в Гонконге — в 2000 году, однако пересмотрели его в 2004 и 2007 годах. Также в начале 2000-х свои бренды ввели в Британии и странах Восточной Европы. Полноценные программы по продвижению брендов стран стоят миллиарды долларов. В основном, они ориентированы на зарубежную аудиторию, чтобы привлечь иностранных туристов, студентов, инвесторов.

## Разработка
Над разработкой окончательного варианта бренда работали украинские эксперты и креативщики. Участники конкурса, получив результаты исследования, должны были предложить свои идеи по доработке рекомендаций от британцев.
В процессе работы Комиссии и при поддержке британского правительства было проведено исследование, как воспринимают Украину за рубежом. Оно включало в себя 6 фокус-групп Великобритании, Германии и Польши, которые показали несколько концепций продвижения Украины. К этому процессу привлекался Конрад Берд, который руководил знаменитой кампанией продвижения Великобритании под названием GREAT. Оказалось, что три самые популярные ассоциации с Украиной — это «коррупция», «революция» и «война».
Работа продолжалась в течение девяти месяцев, а перед окончательным решением варианты бренда были еще раз протестированы на целевых аудиториях.
Наконец, комиссия Мининформполитики выбрала вариант бренда Ukraine Now, созданный украинским агентством Banda Agency, ранее создала логотип Украины к Евровидение-2017. На его создание не было потрачено бюджетных средств.
Бренд утвержден на заседании Кабмина Гройсмана 10 мая 2018.
Он открыт для использования и переработки.
Брендинг Ukraine NOW от агентства Banda Agency получил престижную премию Red Dot Design Award .
26 сентября Кабинет Министров утвердил брендбук «Ukraine Now», то есть технические стандарты использования бренда. Брендбук разработан по заказу Мининформполитики Офисом по продвижению экспорта при поддержке Европейского банка реконструкции и развития.

## Реакция и критика
Логотип широко обсуждался в соцсетях. Одни называли его слишком невыразительным и простым. Ведь на место «Ukraine» можно добавить любую страну, и разницу не заметно. Другие отмечали современный стиль без колосков и вышиванок.
Также, не осталось без внимания определенное сходство логотипа Ukraine NOW с известным порносайтом PornHub.
На основании логотипа Ukraine NOW веб-продакшены Vintage и Solar Digital создали генераторы изображений, в которых предоставлялась возможность создать схожий логотип с любыми словами.
Известный художник Сергей Поярков негативно оценил работу Banda Agency, а российский дизайнер Артемий Лебедев отметил «современную графичность» знака.

## Награды
Бренд Ukraine NOW получит несколько номинаций и наград на престижных премий, а именно:
- Награда Red Dot Award 2018 в категории «Corporate Identity»[22],
- Effie Awards Ukraine 2019, номинации в категориях[23]:
  - Туризм и путешествия, развлечения, культура, спорт и образование,
  - Создание сообщества потребителей бренда,
  - Ребрендинг,
  - Политические и патриотические кампании, кампании государственных органов и программ;
- «Ребрендинг года: меняйся или иди домой» по версии X-Ray Marketing Awards 2018[21].

Также, логотип вошел в подборки лучших образцов и трендов дизайна логотипов по версии сайта Fast Company.

## Использование
Бренд предназначен для использования как онлайн, так и офлайн; как государственными и муниципальными учреждениями, так и бизнесом и отдельными гражданами.
Это, в частности, печатные материалы, социальные сети, радио, телевидение, наружная реклама, транспорт, сувенирная продукция. Допускается использование логотипа с государственной символикой.
Компания KLEI совместно с Banda разработали стикеры с надписью Ukraine NOW, «чтобы каждый мог наклеить свой Ukraine NOW и рассказать всему миру».
К годовщине внедрения безвизового режима студия Indium Lab разработала приложение дополненной реальности, который проектирует логотип бренда на биометрический паспорт . Другие примеры жизни бренда приводятся в статьях The Village Украины и УП Жизнь.
Визуальный бренд Ukraine Now применен в оформлении сайта Ukraine.ua, используемый МИД как платформа популяризации Украины для иностранцев.